# Amt Partenstein
Das Amt Partenstein war ein Amt der Grafschaft Rieneck, dann der Grafschaft Hanau-Münzenberg und von Kurmainz.

## Funktion
In der Frühen Neuzeit waren Ämter eine Ebene zwischen den Gemeinden und der Landesherrschaft. Die Funktionen von Verwaltung und Rechtsprechung waren hier nicht getrennt. Dem Amt stand ein Amtmann vor, der von der Landesherrschaft eingesetzt wurde. 

## Geschichte
Das Amt gehörte zunächst zu Grafschaft Rieneck. Im Konflikt zwischen den Erzbischöfen von Mainz und den Grafen von Rieneck um die Macht im westlichen Spessart siegte 1271 der Mainzer Erzbischof Werner von Eppstein. Ein Ergebnis dieser Niederlage war, dass eine Tochter des Grafen Ludwig III., Elisabeth, mit Ulrich I., Herr von Hanau, verheiratet wurde. Am 2. Oktober 1272 wurden Elisabeth und Ulrich verlobt. Beide waren zu diesem Zeitpunkt noch Kinder oder Jugendliche, denn die Hochzeit sollte erst nach Ablauf von sechs Jahren stattfinden. 1277 ging dann die Hälfte des Amtes Partenstein als Aussteuer von Elisabeth an die Herren von Hanau über. Die andere Hälfte fiel an das Erzbistum Mainz.
Beide Hälften wurden zusammen als Kondominat regiert. Das hatte unter anderem zur Folge, dass sich hier – im Gegensatz zur Grafschaft Hanau-Münzenberg, zu der das Amt Partenstein in dieser Zeit gehörte, – die Reformation nicht durchsetzen konnte. 1684 erfolgte ein Gebietstausch zwischen der Grafschaft Hanau und dem Erzbistum: Der Hanauer Anteil am Amt Partenstein und Anderes wurde gegen die Mainzer Hälfte des ebenfalls gemeinschaftlichen Amtes Bieber und Weiteres an das Erzbistum abgetreten.
Das Amt Partenstein gelangte infolge der Säkularisation des Erzbistums 1803 an das Fürstentum Aschaffenburg, gehörte anschließend mit diesem zum Großherzogtum Frankfurt und fiel 1814 an das Königreich Bayern.

## Bestandteile
Zum Amt Partenstein zählten:
- Nantenbach
- Neuendorf
- Partenstein (Burg u. Ort)
- Rodenbach am Main
- Wahnebach[3]